# Rozeta de la Pliska

Rozeta de la Pliska

Rozeta de la Pliska este o rozetă de bronz cu 7 colțuri găsită în 1961 la Pliska, capitala medievală a Bulgariei. Este datată de arheologi de la secolul al 7-lea la secolul al 9-lea.
Are forma unei stele cu 7 colțuri și 38 mm în diametru. Aceasta este înscrisă cu semne proto-bulgare, de tip Murfatlar. Fiecare rază este înscrisă cu două semne și un simbol IYI poate fi văzut pe spate.

## Utilizarea modernă
Reprezentări ale medalionului sunt adesea folosite (împreună cu simbolul IYI și prima literă din alfabetul glagolitic - ) de mișcările naționaliste și patriotice din Bulgaria. Este, de asemenea, folosit ca logo-ul de serialului documentar de la televiziunea bulgară bTV, Bălgarite (Българите).

## Link-uri externe
- Ст. Ваклинов. – Формиране на старобългарската култура VI-XI век, София, 1977 г., стр. 154. (în limba bulgară)
- M. Sidorov, E. Kelevedzhiev. O abordare de intalniri la Pliska rozette.